# Mayo-Louti
Mayo-Louti är ett departement i Kamerun.   Det ligger i regionen Norra regionen, i den norra delen av landet, 700 km norr om huvudstaden Yaoundé. Antalet invånare är 334 312.